# Misono
misono (bürgerlich: Misono Kōda, jap. 神田 美苑, Kōda Misono; * 13. Oktober 1984 in Fushimi-ku, Kyōto) ist eine japanische Sängerin, Schauspielerin und Tarento.

## Werdegang
Sie war bis zum August 2005 die Frontfrau der J-Pop-Gruppe Day After Tomorrow und ist außerdem die jüngere Schwester der in Japan sehr erfolgreichen J-Pop-Sängerin Kumi Kōda.
Ihre erste Single VS wurde im März 2006 veröffentlicht und die Single Kojin Jugyo folgte im Mai 2006. Die dritte Single Speedrive kam im Juli 2006. Die Stimme der Sängerin ist auch aus den japanischen Intros der Tales-Spiele bekannt, die für die Spielkonsolen GameCube, Playstation 2, Playstation 3 und Wii erschienen sind.

## Diskografie

### Studioalben
| Jahr | Titel                                                                                  | Höchstplatzierung, Gesamtwochen, AuszeichnungChartsChartplatzierungen (Jahr, Titel, Platzierungen, Wochen, Auszeichnungen, Anmerkungen) | Anmerkungen                            |
| Jahr | Titel                                                                                  | JP | Anmerkungen                            |
| ---- | -------------------------------------------------------------------------------------- | --- | -------------------------------------- |
| 2007 | Never+Land                                                                             | JP20 (3 Wo.)JP | Erstveröffentlichung: 28. Februar 2007 |
| 2008 | Sei -say-                                                                              | JP20 (5 Wo.)JP | Erstveröffentlichung: 16. Juli 2008    |
| 2010 | Me                                                                                     | JP20 (2 Wo.)JP | Erstveröffentlichung: 30. Juni 2010    |
| 2014 | Uchi ※There won’t be any New CD from misono if this Album can’t sell over Ten Thousand | JP49 (3 Wo.)JP | Erstveröffentlichung: 13. Oktober 2014 |

### EPs
| Jahr | Titel                     | Höchstplatzierung, Gesamtwochen, AuszeichnungChartsChartplatzierungen (Jahr, Titel, Platzierungen, Wochen, Auszeichnungen, Anmerkungen) | Anmerkungen                           |
| Jahr | Titel                     | JP | Anmerkungen                           |
| ---- | ------------------------- | --- | ------------------------------------- |
| 2009 | Tales with Misono -Best-  | JP21 (5 Wo.)JP | Erstveröffentlichung: 10. Juni 2009   |
| 2013 | Symphony with Misono Best | JP29 (2 Wo.)JP | Erstveröffentlichung: 9. Oktober 2013 |

### Coveralben
| Jahr | Titel                | Höchstplatzierung, Gesamtwochen, AuszeichnungChartsChartplatzierungen (Jahr, Titel, Platzierungen, Wochen, Auszeichnungen, Anmerkungen) | Anmerkungen                              |
| Jahr | Titel                | JP | Anmerkungen                              |
| ---- | -------------------- | --- | ---------------------------------------- |
| 2009 | Misono Cover Album   | JP28 (4 Wo.)JP | Erstveröffentlichung: 23. September 2009 |
| 2010 | Misono Cover Album 2 | JP44 (2 Wo.)JP | Erstveröffentlichung: 27. Januar 2010    |

### Singles
| Jahr | Titel Album                                                    | Höchstplatzierung, Gesamtwochen, AuszeichnungChartsChartplatzierungen (Jahr, Titel, Album, Platzierungen, Wochen, Auszeichnungen, Anmerkungen) | Anmerkungen                              |
| Jahr | Titel Album                                                    | JP | Anmerkungen                              |
| ---- | -------------------------------------------------------------- | --- | ---------------------------------------- |
| 2006 | VS (Versus) Never+Land                                         | JP4 (10 Wo.)JP | Erstveröffentlichung: 29. März 2006      |
| 2006 | Kojin Jugyō Never+Land                                         | JP15 (4 Wo.)JP | Erstveröffentlichung: 10. Mai 2006       |
| 2006 | Speedrive Never+Land                                           | JP21 (6 Wo.)JP | Erstveröffentlichung: 12. Juli 2006      |
| 2006 | Lovely♡Cat’s Eye Never+Land                                    | JP14 (4 Wo.)JP | Erstveröffentlichung: 1. November 2006   |
| 2007 | Hot Time/A.__~answer~ Never+Land / Sei -say-                   | JP22 (4 Wo.)JP | Erstveröffentlichung: 7. Februar 2007    |
| 2007 | Pochi Sei -say-                                                | JP36 (2 Wo.)JP | Erstveröffentlichung: 16. Mai 2007       |
| 2007 | Zasetsu Chiten Sei -say-                                       | JP39 (2 Wo.)JP | Erstveröffentlichung: 12. September 2007 |
| 2007 | Juunin Toiro Sei -say-                                         | JP47 (2 Wo.)JP | Erstveröffentlichung: 14. November 2007  |
| 2008 | Mugen Kigen Sei -say-                                          | JP32 (2 Wo.)JP | Erstveröffentlichung: 30. Januar 2008    |
| 2008 | Ninin Sankyaku Sei -say-                                       | JP10 Gold (Digital) · (10 Wo.)JP | Erstveröffentlichung: 25. Juni 2008      |
| 2008 | Kazoku no Hi / Aburazemi♀ Me                                   | JP23 (3 Wo.)JP | Erstveröffentlichung: 29. Oktober 2008   |
| 2009 | Kyuukon ~Yaruki•Genki•Sono Ki no Nekko~ / ?cm Me               | JP40 (2 Wo.)JP | Erstveröffentlichung: 25. Februar 2009   |
| 2009 | end=Start / Suuten ~Kimi no Ude no Naka~ Me                    | JP19 (3 Wo.)JP | Erstveröffentlichung: 10. Juni 2009      |
| 2009 | Urusei Yatsura no Theme ~Lum no Love Song／「Mii」 Cover Album | JP18 (2 Wo.)JP | Erstveröffentlichung: 23. September 2009 |
| 2009 | Watashi Iro / Bokura Style Me                                  | JP34 (4 Wo.)JP | Erstveröffentlichung: 25. November 2009  |
| 2010 | ...Suki xxx/0-ji Mae no Tsunderella Me                         | JP15 (2 Wo.)JP | Erstveröffentlichung: 5. Mai 2010        |
| 2011 | Hontouso / Sukirai Uchi                                        | JP46 (3 Wo.)JP | Erstveröffentlichung: 23. November 2011  |
| 2012 | Maialino! Uchi                                                 | JP61 (3 Wo.)JP | Erstveröffentlichung: 15. Februar 2012   |
| 2012 | Itsumademo... Teddy Bear Uchi                                  | JP77 (2 Wo.)JP | Erstveröffentlichung: 7. November 2012   |

Weitere Lieder
- 2009: It’s All Love! (Koda Kumi x misono, JP: Gold, JP: Platin (Mobile Downloads))

## Filmografie
- 2007: Obachan CHIPS
- 2009: The Hariyama Bridge (Originalschreibweise: The Harimaya Bridge はりまや橋)